# Джудит Тар
Джудит Тар (на английски: Judith Tarr) е американска писателка на произведения в жанра фентъзи с исторически елементи, исторически роман и научна фантастика. Пише и под псевдонимите Кейтлин Бренан (на английски: Caitlin Brennan) и Катлийн Браян (на английски: Kathleen Bryan).

## Биография и творчество
Джудит Тар е родена на 30 януари 1955 г. в Огъста, Мейн, САЩ. Баща ѝ е управител на водоснабдяване и продавач на недвижими имоти, а майка ѝ е учителка. Получава през 1976 г. бакалавърска степен по латински и английски език от колежа Маунт Холиок в Саут Хадли, през 1978 г. получава магистърска степен по класическа литература от Нютъм Колидж на Кеймбриджкия университет, през 1979 г. получава магистърска степен по филология, през 1983 г. получава магистърска степен по древна средновековна филология, а през 1988 г. докторска степен по средновековни изследвания от Йейлския университет. В периода 1989 – 1993 г. преподава латински език в Уеслианския университет. През 1996 и през 1999 г. преподава творческо писане на научна фантастика на семинарите на Кларион.
Първият ѝ роман „Стъкленият остров“ от фентъзи поредицата „Хрътката и соколът“ е издаден през 1985 г. Действието на историята се развива в Европа през дванадесети и тринадесети век, а герои са раса от елфи със свръхестествени сили, живеещи тайно в средновековното общество. Главен герой е младият монах Алф, който също е елф. В поредицата са включени и исторически личности като Франциск от Асизи и крал Ричард I.
Писателската ѝ кариера е оформена в началото от писането на фентъзи романи, които винаги включват исторически елементи. По-късно обаче тя се насочва повече към историческите романи.
Заедно с писателската си кариера отглежда коне от породата Липицани във фермата „Танцуващ кон“. Под псевдонима Кейтлин Бренън пише романи за „танцуващи коне“, моделирани по тези, които тя отглежда.
Джудит Тар живее със семейството си във Вейл, Аризона.

## Произведения

### Като Джудит Тар

#### Самостоятелни романи
- A Wind in Cairo (1989)[1][2][3]
- Ars Magica (1989)
- Lord of the Two Lands (1993)
Владетел на две земи, изд.: ИК „Плеяда“, София (1995), прев. Мария Ракъджиева
- His Majesty's Elephant (1993)
- Pillar of Fire (1995)
- King and Goddess (1996)
- Household Gods (1999) (with Harry Turtledove)
- Kingdom of the Grail (2000)
- Pride of Kings (2001)
- Living in Threes (2012)
- Forgotten Suns (2015)

#### Поредица „Хрътката и соколът“ (The Hound and the Falcon)
1. The Isle of Glass (1985)[1][2][3]
2. The Golden Horn (1985)
3. The Hounds of God (1986)
4. Death and the Lady (1992)

#### Поредица „Аварското въстание“ (Avaryan Rising)
1. The Hall of the Mountain King (1986)[1][2]
2. The Lady of Han-Gilen (1987)
3. A Fall of Princes (1988)
4. Arrows of the Sun (1993)
5. Spear of Heaven (1994)
6. Tides of Darkness (2002)

#### Поредица „Аламут“ (Alamut)
1. Alamut (1989)[1][2]
2. The Dagger and the Cross (1991)

#### Поредица „Три кралици“ (Three Queens)
1. Throne of Isis (1994)[1][2]
Тронът на Изида : Клеопатра – царицата на Египет, изд.: ИК „Абагар“, София (1996), прев. Анелия Данилова
2. The Eagle's Daughter (1995)
3. Queen of Swords (1997)

#### Поредица „Епона“ (Epona)
1. White Mare's Daughter (1998)[1][2]
2. The Shepherd Kings (1999)
3. Lady of Horses (2000)
4. Daughter of Lir (2001)

#### Поредица „Дяволска сделка“ (Devil's Bargain)
1. The Devil's Bargain (2002)[1][2]
2. House of War (2003)

#### Поредица „Уилям Завоевателя“ (William the Conquerer)
1. Rite of Conquest (2004)[1]
2. King's Blood (2005)

#### Поредица „Александър Велики“ (Alexander the Great)
1. Queen of the Amazons (2004)[1]
2. Bring Down the Sun (2008)

#### Разкази и новели
- Dragon Winter (2015)[1]

#### Сборници
- Nine White Horses (2014)[1]

#### Документалистика
- Writing Horses (2010)[1]

### Като Кейтлин Бренан

#### Самостоятелни романи
- House of the Star (2010)[2]

#### Поредица „Бяла магия“ (The White Magic)
1. The Mountain's Call (2004)[1][2]
2. Song of Unmaking (2005)
3. Shattered Dance (2006)

### Като Катлийн Браян

#### Поредица „Войната на розата“ (The War of the Rose)
1. The Serpent and the Rose (2007)[1][2]
2. The Golden Rose (2008)
3. The Last Paladin (2009)